# نيت بينيت
نيت بينيت (بالإنجليزية: Nate Bennett)‏ هو لاعب كرة قدم أمريكية أمريكي، ولد في 19 يناير 1983.

## وصلات خارجية
- نيت بينيت على موقع JustSportsStats.com (الإنجليزية)